# Octavia Sperati
Octavia Sperati, anteriormente conocida sólo como Octavia, fue una banda de metal gótico y doom metal procedente de la ciudad de Bergen, Noruega.
Su período de actividad se situó ente el 2000 y 2008, cuando decidieron separarse.

## Historia
La banda se formó en 2000 en Bergen, Noruega, bajo el nombre de "Octavia" con un  concepto de hacerla íntegramente femenina, por la cantante y tecladista Silje Wergeland, las guitarristas Bodil Myklebust y Gyri Smørdal Losnegaard y la bajista Trine C. Johansen. Para el puesto de baterista, Horgh (miembro de Hypocrisy), les recomendó a su entonces pareja, Silje Røyseth. La tecladista Tone Midtgaard fue la última en unirse al grupo en 2001, dejando a Wergeland sólo la tarea de cantar.
Sin embargo, Røyseth no se encontró conforme y se marchó previo a la grabación de su EP debut Guilty (2002), editado de forma independiente, siendo sustituida por Hege Larsen. Luego realizaron su primera gira de presentaciones en festivales noruegos que promocionaron su nuevo material. 
Luego de dos años de existencia, decidieron cambiar el nombre al definitivo "Octavia Sperati", cuando se enteraron de que en Bolivia ya existía una agrupación de rock llamada  Octavia.
En 2004, grabaron su primer vídeoclip con el tema "Liflelines Of Depths". Esta canción fue posteriormente filmada de nuevo en 2005, bajo un tema audiovisual más oscuro, aunque para la gran mayoría del público es de mejor calidad el original.
Larsen se retiró en 2004, siendo el puesto de baterista ocupado por primera vez y de forma sorpresiva por un hombre, con Christoffer Risbakk Vegsund.
Con el nuevo nombre y dicha formación, firmaron en 2004 un contrato con la disquera Candlelight Records para editar su álbum debut Winter Enclosure en el 2005. 
El título del álbum “refleja algunos de los estados de ánimo expresados en la música y las letras”, según sus propias palabras. La propuesta musical es del género Gothic / Doom  Metal melancólico, con algunos riffs melódicos, propios del heavy metal, en cierta forma muy característicos de bandas como The Gathering o los locales de The 3rd and the Mortal, entre otras. La gran mayoría de las composiciones fueron producto del dúo Losnegaard / Wergeland.
En términos generales, Winter Enclosure fue muy bien recibido por la crítica y el público, en especial en el Reino Unido. En el año 2005, la banda estuvo dentro de las diez primeras de metal y su álbum uno de los más vendidos del género, según listados británicos.
Ese mismo año, publicaron sus vídeos musicales “Liflelines Of Depths” (segunda versión) y “Hunting Eye”, realizados por el director Asle Birkeland, conocido en el país nórdico por su trabajo con bandas como Enslaved, entre varias importantes del medio metalero. 
En vista de su popularidad en el Reino Unido, realizaron una gira por el país junto a Paradise Lost, terminando el año con los cotizados Cradle of Filth.
A inicios de 2006, Octavia Sperati pierde de nuevo a su baterista (el tercero en línea) lo que motivó varios meses en receso mientras buscaban el sustituto y componiendo nuevas canciones.  En la primavera de ese año, incorporaron de nuevo a un hombre en la percusión, Ivar Alver. La banda está actualmente conformada por mujeres a excepción del baterista Alver.
En 2007, lanzan su segundo (y último) disco de estudio, llamado Grace Submerged de nuevo con Candlelight Records, en el que colabroraron distintos músicos externos. El álbum es más oscuro y gótico, y una vez más recibió muy buenas críticas. Un vídoeclip se filmó para esa época, fue el tema "Moonlit".
El 2008 lo cerraron en el verano con extensas giras por varias partes del mundo, tocando los temas de su segundo álbum para luego tomar cada uno su propio camino. 
En mayo de ese mismo año, la guitarrista Gyri Losnegaard se convirtió en un miembro más de Tristania en sus shows en vivo. El 20 de julio, se anunció en la página oficial de la banda que "se tomarán  un descanso".
El 10 de marzo de 2009 Octavia Sperati comunicó que la cantante Silje Wergeland se ha unido a la reconocida banda de rock holandesa The Gathering en sustitución de la vocalista  Anneke van Giersbergen. con la cual grabó su primer disco "The West Pole" en 2009. A inicios de 2010, Losnegaard hizo lo propio junto a Tristania en su álbum " Rubicon".
De momento, no hay mayores expectativas de reunir a la banda en vista de las circunstancias, dado que Losnegaard y Wergeland son los ejes fundamentales de la agrupación.

## Discografía
- Guilty (demo) (2002)
- Winter Enclosure (2005)
- Grace Submerged (2007)

## Miembros
- Silje Wergeland - vocales
- Gyri S. Losnegaard - guitarra
- Bodil Myklebust - guitarra
- Trine C. Johansen - bajo
- Tone Midtgaard - teclados
- Ivar Alver - batería

### Miembros anteriores
- Silje Røyseth (2000-2001) - batería
- Hege Larsen (2001-2004) - batería
- Christoffer Risbakk Vegsund (2004-2006) - batería